# المطحنة (وضرة)

تعديل مصدري - تعديل

المطحنة هي إحدى قرى عزلة وضرة بمديرية وضرة التابعة لمحافظة حجة، بلغ تعداد سكانها 623 نسمة حسب تعداد اليمن لعام 2004.